# Les Agettes
Les Agettes (före 1965: Agettes) är en ort i kommunen Sion i kantonen Valais, Schweiz. Orten var före den 1 januari 2017 en egen kommun i distriktet Hérens, men inkorporerades då in i kommunen Sion.